# Domènec Solé Gasull
Domènec Solé Gasull (Reus, 17 de abril de  1947) es un historiador español autodidacta, especializado en la historia local, sobre la que ha publicado numerosas obras.

## Obras
Sus obras principales son: 
- Vint reusencs il·lustres (1977)
- Josep Martí Folguera i la seva obra (1979)
- Modest Gené, missioner de l'art (1984)
- Recorregut artístic pel cementiri de Reus (1991)
- Història del monument al general Prim (1994)
- Prim, 125 després del seu assassinat (1995)
- Josep Llovera i Bufill, farmacèutic i pintor (1996)
- També són de Reus (1995)
- Les roses del nostre escut (1997)
- Teresa Vidal Nolla, escultora (1998)
- Antoni Gaudí Cornet, la seva documentació (1998)
- Borsa de Col·leccionista, 25 aniversari (2000)
- Joaquim Maria Bartrina Aixemús, poeta (2000)
- Josep Martí Folguera, el príncep dels poetes (2000)
- Pere Calderó Ripoll, pintor, professor i pedagog (2001)
- Les Obres de l'arquitecte Joan Rubió Bellver : Reus, 1871 - Barcelona, 1952 (2002)
- La Feina feta (2004)
- L'Obra pública de l'escultor Modest Gené Roig a Reus (2005)
- El Preu d'una facultat : la de Medicina de Reus (2006)
- La Fi de la Pirotècnia Gasull : Reus 1917  (2008)
- Puri Romero Garzón y su obra (2011)